# マルコ・マテラッツィ
マルコ・マテラッツィ（Marco Materazzi, 1973年8月19日 - ）は、イタリア・プッリャ州レッチェ県レッチェ出身のプロサッカー選手・サッカー指導者。ポジションはディフェンダー。父のジュゼッペ・マテラッツィもサッカー選手および指導者。
アグレッシブなプレースタイルで知られ、守備的な戦術を取るチームの多いセリエAでDFとしては異例の通算54得点を記録し、通算で60枚以上のイエローカードと25枚以上のレッドカードをもらっている。また、2006年のドイツワールドカップ決勝でいわゆるジダン頭突き事件の当事者となったことで世界的な注目を集めた。愛称はマトリックス。

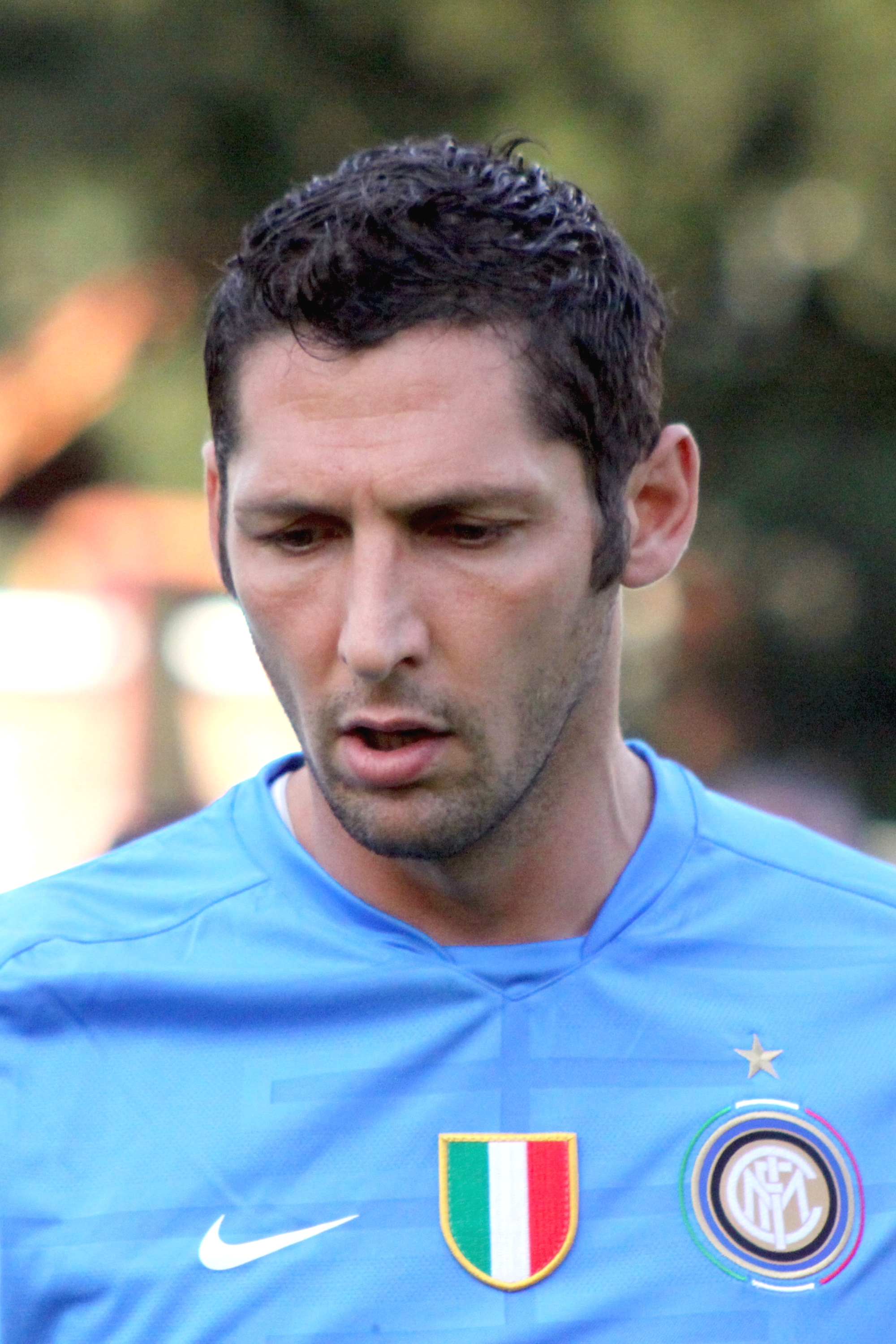
現役時代のマテラッツィ

## クラブ経歴

### キャリア初期
1990-91シーズンにFCメッシーナの下部組織で競技生活を開始。アマチュアのトア・ディ・クイント (1991–92) 、セリエC2のマルサラ・カルチョ (1993-94) 、セリエC1のトラーパニ・カルチョ (1994-95)を経て、1995年に当時セリエBに所属していたペルージャ・カルチョに移籍する。

### ペルージャ
1996-97シーズン前半はセリエC1のカルピFCにレンタルで修行に出され、18試合7得点を記録。冬にペルージャに復帰し、1997年2月2日のインテル戦で23歳にして初めてセリエAのピッチに立つ。その後、シーズン後半のみで14試合に出場し2得点の成績を残した。
1998–99シーズンにはプレミアリーグのエバートンFCに移籍し、25試合1得点の成績を挙げたが、翌シーズンにはペルージャに復帰。この頃からレギュラーに定着し、半年ほどの間であったが中田英寿とチームメートとしてプレーしている。2000-01シーズンにはそれまでダニエル・パサレラが持っていたDFによるシーズン最多得点記録（11得点）を更新する12得点を挙げる活躍を見せた。2000-01シーズン終了後、1000万ユーロの移籍金でインテルへ移籍した。

### インテル

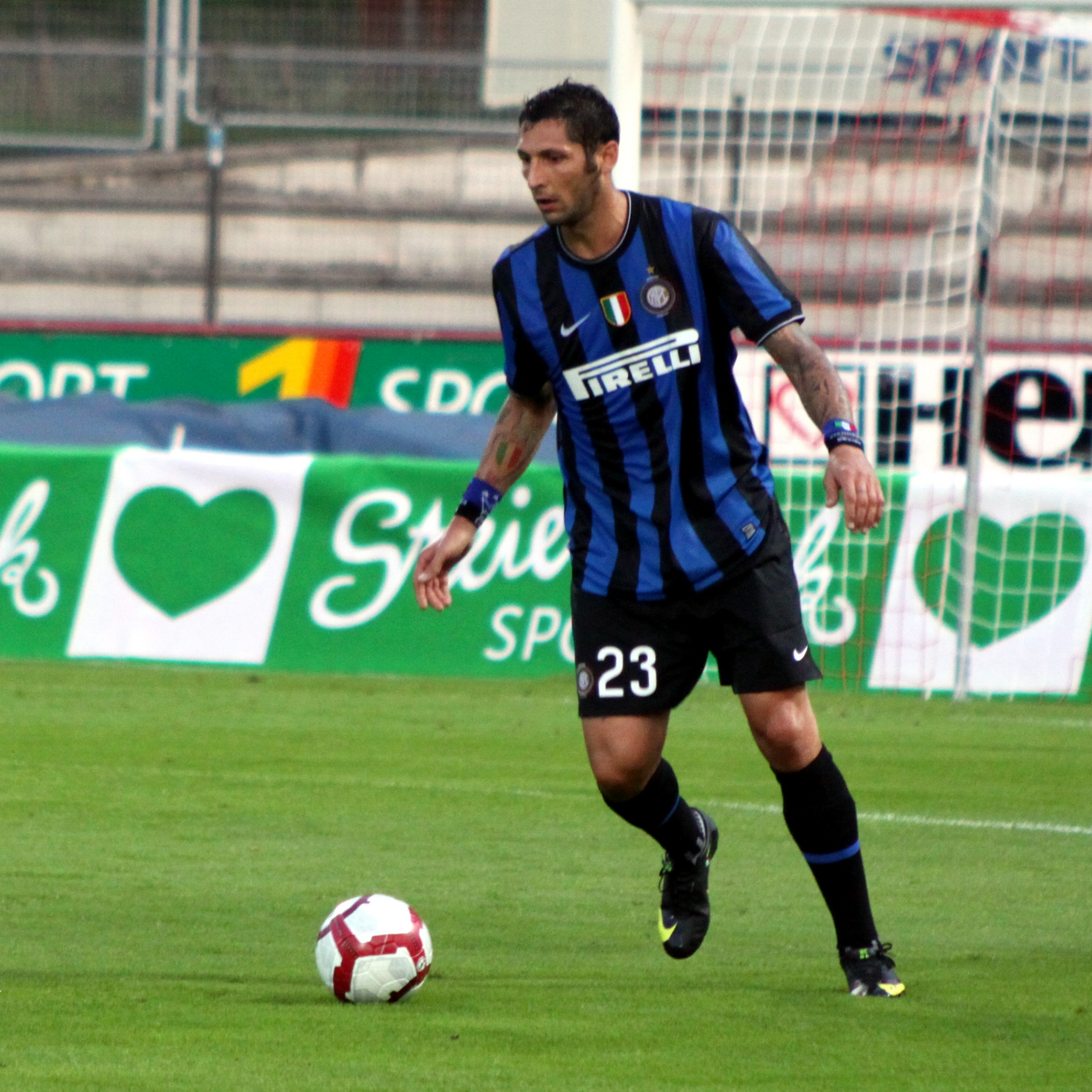
インテルでプレーするマテラッツィ

インテルでは在籍10シーズンで公式戦276試合に出場、20得点を決め、15のタイトルを勝ち取った。2008-09シーズン以降は出場機会が減少したが、ロッカールームのまとめ役としてチームに貢献し、サポーターからも愛された。
2010-11シーズン終了後、残り短いキャリアを考え出場機会を求めての移籍の可能性を示唆。2011年6月20日、本人とクラブの合意の上で契約期間を1年残して契約を解除し退団した。彼の背番号23は本人の意思によりアンドレア・ラノッキアに引き継がれた。

## 代表経歴
2001年4月の南アフリカ戦で27歳にしてイタリア代表として初出場。2002年と2006年の二度のFIFAワールドカップに出場した。
2002年日韓ワールドカップではパオロ・マルディーニとアレッサンドロ・ネスタの控えであったが、グループステージのクロアチア戦でネスタの負傷退場に伴い途中出場。しかし、低調なプレーで失点に絡み、以後の試合では出場機会がなかった。
2006年ドイツW杯では、グループステージのチェコ戦で前回大会同様に負傷したネスタに代わって途中出場。決勝点となる代表初得点を決める活躍でマン・オブ・ザ・マッチに選ばれた。以後、出場停止となったウクライナ戦を除く全ての試合でファビオ・カンナヴァーロ、ジャンルイジ・ブッフォンらと共に鉄壁のディフェンスを築いた。決勝戦ではフランスの先制点となるPKを献上するファウルを犯すが、その12分後にコーナーキックからのヘディングで自ら同点ゴールを叩き込んだ。試合は延長戦を経てPK戦にもつれこむと、マテラッツィは2人目のキッカーとしてPKを決め、イタリア代表の24年ぶり4回目の優勝に貢献。ジダン頭突き事件の当事者となったことも相まって大きなインパクトを残した。

## エピソード
- ラフプレー、暴力行為の常習犯として知られるマテラッツィは2004年2月セリエAのシエナ戦で相手DFチリッロに悪質な野次を飛ばし試合後に抗議をしたチリッロに対し複数回に渡り顔面を殴打した。これによりセリエAサッカー協会はマテラッツィに対し60日の出場停止を科した。
- 2007年1月28日のUCサンプドリア戦において、サンプドリアのMFジェンナーロ・デルヴェッキオがインテルのGKジュリオ・セザルに激しく接触したことにマテラッツィが抗議。両者は口論になり、デルヴェッキオがマテラッツィに頭突きを浴びせた。結果、デルヴェッキオは一発退場、激昂し抗議し続けたマテラッツィにもイエローカードが提示された。試合後マテラッツィは「（頭突きを食らって勝てるのなら）それでいい」と前向きに言い放った[6]。
- 2010年1月24日のACミラン戦で勝利した試合終了直後に、イタリア首相でミランのオーナーでもあるシルヴィオ・ベルルスコーニの顔を模したマスクをかぶってピッチに現れ、チームメートと勝利を喜びあったことがイタリア国内で物議を醸した[7]。後日、自身のホームページで「あれはほんのジョークのつもりだった。いつだって僕がやることは問題になる。どこでも売っているようなカーニバル用のマスクでさえもね。トラブルを起こすつもりなんかなかったし、むろん、揶揄したり政治的な意味があるなんてことはまったくない。ベルルスコーニ氏自身、痛烈な皮肉好きの人物なのだから、今回のことは笑って許してくれると思う」と釈明をした。
- 2010年4月20日に行われたバルセロナとのチャンピオンズリーグ準決勝ファーストレグの試合終了後、ファンの批判に怒ってユニフォームを地面に投げつけたマリオ・バロテッリに激怒し、ロッカールームで叩きつけ、顔を殴った[8]。この様子を目撃したズラタン・イブラヒモヴィッチは「マテラッツィはバロテッリを殺す勢いだった」と語っている[9]。
- 2006年ワールドカップでのジダンへの頭突き事件の中で何を発言したかを2020年5月、自身のインスタグラムでのライブで明かし、ジダンが「俺のユニフォームを後であげるから」と言われたのに対し「ユニフォームよりお前の姉ちゃんが欲しいな」との発言をしたと振り返っている[10]。
- 日本代表の長友佑都とは、長友がインテルに加入した2011年1月からマテラッツィが退団するまでの半年間チームメイトであり、短い期間ではあるが、師弟関係に近い親密な関係を築いていた。2023年に行われたインテルのプレシーズン日本ツアーに合わせて来日したマテラッツィは、長友と久々の再会を果たし、飲食店での仲睦まじい様子を自身のSNSにアップした[11]。

## 個人成績
| 国内大会個人成績 | 国内大会個人成績       | 国内大会個人成績 | 国内大会個人成績 | 国内大会個人成績             | 国内大会個人成績 | 国内大会個人成績 | 国内大会個人成績 | 国内大会個人成績 | 国内大会個人成績 | 国内大会個人成績 | 国内大会個人成績 |
| 年度             | クラブ                 | 背番号           | リーグ           | リーグ戦                     | リーグ戦         | リーグ杯         | リーグ杯         | オープン杯       | オープン杯       | 期間通算         | 期間通算         |
| 年度             | クラブ                 | 背番号           | リーグ           | 出場                         | 得点             | 出場             | 得点             | 出場             | 得点             | 出場             | 得点             |
| イタリア         | イタリア               | イタリア         | イタリア         | リーグ戦                     | リーグ戦         | イタリア杯       | イタリア杯       | オープン杯       | オープン杯       | 期間通算         | 期間通算         |
| ---------------- | ---------------------- | ---------------- | ---------------- | ---------------------------- | ---------------- | ---------------- | ---------------- | ---------------- | ---------------- | ---------------- | ---------------- |
| 1990-91          | メッシーナ             |                  |                  | 0                            | 0                |                  |                  |                  |                  |                  |                  |
| 1991-92          | トール・ディ・クイント |                  |                  |                              |                  |                  |                  |                  |                  |                  |                  |
| 1992-93          | トール・ディ・クイント |                  |                  |                              |                  |                  |                  |                  |                  |                  |                  |
| 1993-94          | マルサラ               |                  | セリエC          | 25                           | 4                |                  |                  |                  |                  |                  |                  |
| 1994-95          | トラパーニ             |                  | セリエC          | 13                           | 2                |                  |                  |                  |                  |                  |                  |
| 1995-96          | ペルージャ             | 19               | セリエB          | 1                            | 0                |                  |                  |                  |                  |                  |                  |
| 1996-97          | カルピ                 |                  | セリエC          | 18                           | 7                |                  |                  |                  |                  |                  |                  |
| 1996-97          | ペルージャ             | 23               | セリエA          | 14                           | 2                |                  |                  |                  |                  |                  |                  |
| 1997-98          | ペルージャ             | 23               | セリエB          | 32                           | 5                | 2                | 0                |                  |                  |                  |                  |
| 1998-99          | エバートン             | 15               | プレミア         | 27                           | 1                |                  |                  |                  |                  |                  |                  |
| 1999-00          | ペルージャ             | 23               | セリエA          | 21                           | 3                | 2                | 0                |                  |                  |                  |                  |
| 2000-01          | ペルージャ             | 23               | セリエA          | 30                           | 12               | 2                | 0                |                  |                  |                  |                  |
| 2001-02          | インテル               | 23               | セリエA          | 23                           | 1                | 1                | 0                |                  |                  |                  |                  |
| 2002-03          | インテル               | 23               | セリエA          | 20                           | 1                |                  |                  |                  |                  |                  |                  |
| 2003-04          | インテル               | 23               | セリエA          | 14                           | 3                |                  |                  |                  |                  |                  |                  |
| 2004-05          | インテル               | 23               | セリエA          | 26                           | 0                | 5                | 0                |                  |                  |                  |                  |
| 2005-06          | インテル               | 23               | セリエA          | 22                           | 2                | 7                | 0                |                  |                  |                  |                  |
| 2006-07          | インテル               | 23               | セリエA          | 28                           | 10               | 3                | 0                |                  |                  |                  |                  |
| 2007-08          | インテル               | 23               | セリエA          | 23                           | 1                | 4                | 0                |                  |                  |                  |                  |
| 2008-09          | インテル               | 23               | セリエA          | 8                            | 0                | 2                | 0                |                  |                  |                  |                  |
| 2009-10          | インテル               | 23               | セリエA          | 12                           | 0                | 4                | 0                |                  |                  |                  |                  |
| 2010-11          | インテル               | 23               | セリエA          | 8                            | 0                | 2                | 0                |                  |                  |                  |                  |
| 通算             | イタリア               | イタリア         |                  | \|\|\|\|\|\|\|\|\|\|\|\|\|\| |                  |                  |                  |                  |                  |                  |                  |
| 総通算           | 総通算                 | 総通算           | 総通算           | \|\|\|\|\|\|\|\|\|\|\|\|\|\| |                  |                  |                  |                  |                  |                  |                  |

## 代表歴

### 出場大会
- イタリア代表
  - 2002 FIFAワールドカップ
  - 2006 FIFAワールドカップ

### 試合数
- 国際Aマッチ 41試合 2得点（2001年-2008年）[12]

| イタリア代表 | 国際Aマッチ | 国際Aマッチ |
| 年           | 出場        | 得点        |
| ------------ | ----------- | ----------- |
| 2001         | 4           | 0           |
| 2002         | 5           | 0           |
| 2003         | 1           | 0           |
| 2004         | 8           | 0           |
| 2005         | 7           | 0           |
| 2006         | 10          | 2           |
| 2007         | 4           | 0           |
| 2008         | 2           | 0           |
| 通算         | 41          | 2           |